# Determinismo
El determinismo es una doctrina filosófica que sostiene que todo acontecimiento físico, incluso el pensamiento y las acciones humanas, están causalmente determinados por la irrompible cadena causa-consecuencia y, por tanto, el estado actual «determina» en algún sentido el futuro. Existen diferentes formulaciones de determinismo, que se diferencian en los detalles de sus afirmaciones. Hay tres tipos de determinismo:
- El determinismo lógico sostiene que el valor de verdad de cualquier proposición es intemporal. Por ejemplo: la frase «Mañana lloverá» es verdadera o falsa, y si es verdadera, entonces mañana lloverá por necesidad lógica.
- El determinismo epistémico sostiene que si se conoce cualquier hecho futuro de antemano, entonces debe ocurrir tal hecho inevitablemente.
- El determinismo causal sostiene que todos los eventos son el resultado de leyes naturales y de condiciones precedentes y que, por consiguiente, son inevitables.[3]

Para distinguir las diferentes formas de determinismo, conviene clasificarlas de acuerdo con el grado de determinismo que postulan:
- El determinismo fuerte sostiene que no existen sucesos genuinamente aleatorios o azarosos y que, en general, el futuro es potencialmente predecible a partir del presente. El pasado también podría ser «predecible» si conocemos perfectamente una situación puntual de la cadena de causalidad. Pierre-Simon Laplace defendía este tipo de determinismo.[4]
- El determinismo débil sostiene que es la probabilidad lo que está determinado por los hechos presentes, o que existe una fuerte correlación entre el estado presente y los estados futuros, aun admitiendo la influencia de sucesos esencialmente aleatorios e impredecibles.[4]

Cabe resaltar que existe una diferencia importante entre la determinación y la predictibilidad de los hechos. La determinación implica exclusivamente la ausencia de azar en la cadena causa-efecto que da lugar a un suceso concreto. La predictibilidad es un hecho potencial derivado de la determinación certera de los sucesos, pero exige que se conozcan las condiciones iniciales (o de cualquier punto) de la cadena de causalidad.[cita requerida]

## El determinismo en las ciencias sociales
Dado que las ciencias sociales estudian tanto la conducta individual como la conducta de sistemas formados por diversos individuos, existen formas de determinismo que sostienen que el comportamiento global del sistema es determinista (sin afirmar nada sobre el determinismo de los individuos) y formas más radicales que sostienen el determinismo incluso a nivel de individuo.
Algunos autores, como Marvin Harris, que no son estrictamente deterministas, han planteado la posibilidad de un determinismo probabilista, por el cual no serían los hechos en sí mismos los que están determinados, sino la probabilidad de que un sistema social evolucione en un sentido u otro.

### Determinismo en los sistemas sociales
Existen varias teorías que postulan alguna forma de determinismo para la evolución de los sistemas sociales. En general, estas teorías postulan alguna forma de determinismo débil, justificando el determinismo no tanto a que el comportamiento de los individuos pudiera ser determinista, sino a que la propia estructura y las restricciones de los sistemas son los que producen determinismo, aun cuando los individuos puedan estar dotados de libre albedrío. Algunas formas de determinismo son:
- Determinismo económico: afirma que la evolución de las sociedades está gobernada o restringida por factores económicos. El filósofo y economista Karl Marx sugirió que las estructuras sociales están fuertemente condicionadas por factores económicos y el modo de producción, a su vez determinado por la tecnología (las fuerzas productivas). Esta posición no debe confundirse con el determinismo económico stricto sensu (la diferencia está en "condicionar" frente a "determinar" completamente). Dentro de algunos enfoques tecnocráticos, neoclásicos y liberales de la actualidad, parece existir una asunción tácita de determinismo económico, a saber, que un mismo conjunto de medidas económicas aplicadas a gran escala producirán resultados idénticos (o muy parecidos) en sociedades diferentes y en tiempos diferentes, con independencia de otros factores extraeconómicos de tipo político, social y cultural.
- Determinismo tecnológico: las fuerzas técnicas determinan los cambios sociales y culturales. Esta posición es similar a la mantenida por Jared Diamond, Marvin Harris o Karl Marx para los cuales los factores materiales, entre ellos la tecnología y los recursos disponibles, condicionan fuertemente otros desarrollos sociales, aunque ninguno de los tres autores es un determinista propiamente dicho. Esta corriente, que se perfila mayoritariamente en torno a la denominada Escuela de Toronto, estudia los medios de comunicación que prestan especial atención a su naturaleza tecnológica y a cómo esta influye y determina los usos sociales que se hacen de ella e incluso las formas sociales que surgen de ellos.
- Determinismo geográfico: Para muchos autores, sobre todo de la segunda mitad del siglo XIX y la primera mitad del siglo XX, el medio físico determina a las sociedades humanas como colectivo y al hombre como individuo y a su nivel de desarrollo socioeconómico y cultural, por lo que los seres humanos deben adaptarse a las condiciones impuestas por el medio. Esta "escuela geográfica" o "forma de hacer geografía" se considera impulsada por el geógrafo y antropólogo alemán Friedrich Ratzel. La geógrafa estadounidense Ellen Churchill Semple llevó estas ideas hasta extremos radicales en su obra Influences of Geographic Environment on the Basis of Ratzel's System of Anthropo-geography. Una variante de este tipo de determinismo es el determinismo climático, que establece que la cultura y la historia resultan muy condicionadas por las características climáticas de la zona donde se vive. Un ejemplo de este tipo de determinismo es el que plantea Ellsworth Huntington en sus obras Clima y civilización y The Pulse of Asia: los orígenes de la civilización están determinados por el clima. Si el clima no es favorable, no se producirá un elevado nivel de desarrollo humano (civilización). Podría definirse también como un determinismo climático. Otra forma de determinismo geográfico débil es la postura de Jared Diamond, quien sugiere que la presencia de ciertos animales domesticables o ciertos recursos naturales en ciertas regiones ha tenido un impacto decisivo en la expansión de las civilizaciones antiguas y modernas.
- El determinismo por carácter social (como sostiene el filósofo Thomas Hobbes) niega la libertad en virtud de la convivencia social. La sociedad es la que impone reglas o leyes necesarias para equilibrar los intereses y deseos individuales, pues en caso de faltar dicha reglamentación el individuo desembocaría en un caos generalizado que atentaría contra todos y cada uno de los demás pues, como afirma Hobbes: «Homo homini lupus» ('El hombre es un lobo para el hombre').
- El determinismo de clase: dice que el nivel social en el que morirá una persona está ligado (o correlacionado, probabilísticamente) con el nivel social en el que nace, de manera que en términos sociales existe inamovilidad. Se considera un antónimo del sueño americano, porque la sociedad no mide el valor de las personas en función de sus ideas, pensamientos o logros personales, sino por su nivel social, y resulta imposible entonces escalar en la sociedad, a menos que se esté destinado para eso.[cita requerida]

### Determinismo en los individuos
Nuevamente dentro de las formas de determinismo, en relación con los individuos, existen posturas desde el determinismo probabilista hasta el determinismo fuerte, que niega cualquier papel al azar. Desde el punto de vista humano, el determinismo individualista fuerte' sostiene que no existe el libre albedrío. El determinismo sostiene que la vida está regida o está fuertemente determinada por circunstancias que escapan al control humano, de modo que nadie es responsable, en última instancia, de lo que hace o deja de hacer.
- Determinismo biológico: Conjunto de teorías que defienden la posibilidad de dar respuestas últimas al comportamiento de los seres vivos a partir de su estructura genética. Por lo tanto, la conducta de los seres humanos como de otros animales, obedece a formas que han sido necesarias para la supervivencia de sus genes y que se extienden a complejos sistemas sociales adaptados a su más favorable proceso evolutivo.
- Determinismo genético: afirma, en su versión más fuerte, que el ser humano no es libre porque está condicionado o determinado por sus genes. En las versiones más débiles, el determinismo genético sostiene que la personalidad y en gran medida el éxito y las acciones en la vida están sujetas ante todo a los genes, que son el factor explicativo principal.
- El determinismo ambiental (también, determinismo educacional o determinismo conductista) afirma que no son los genes los que condicionan al ser humano, sino la educación que recibe a lo largo de la vida, que es la causante de su comportamiento (véase también correlación y su comparación con causalidad). Para el determinismo conductista, el ser humano no es libre porque sus conductas se condicionaron. El psicólogo  B. F. Skinner defendía esta postura (conductismo), al igual que J. B. Watson.[6]
- Determinismo psíquico: concepto acuñado por el psicoanálisis, parte de que todo fenómeno psíquico tiene una causa y, por lo mismo, también la libre elección o decisión humana, en las que la causa es la fuerza del motivo más potente, o bien la situación interna psicológica determinada por todos los condicionamientos procedentes de la herencia, la biología, la educación, el temperamento y el carácter de la persona que decide o el inconsciente.
- Determinismo lingüístico. Se refiere a que la forma concreta de la lengua que se habla y los conceptos presentes en la misma imponen o condicionan fuertemente el tipo de razonamientos, concepciones e ideas sobre el mundo.[7] La hipótesis de Sapir-Whorf, muy popular a mediados del siglo XX, es una forma de determinismo lingüístico. En general, la mayor parte de formas de determinismo lingüístico han sido muy criticadas y discutidas tanto por lingüistas como por especialistas en ciencia cognitiva.

## El determinismo en las ciencias naturales
En la física, el determinismo sobre las leyes físicas fue dominante durante siglos, y algunos de sus principales defensores fueron Pierre Simon Laplace y Albert Einstein. Laplace, quien contribuyó enormemente al desarrollo de la física y la teoría de probabilidades, afirmó:

Podemos mirar el estado presente del universo como el efecto del pasado y la causa de su futuro. Se podría condensar un intelecto que en cualquier momento dado sabría todas las fuerzas que animan la naturaleza y las posiciones de los seres que la componen. Si este intelecto fuera lo suficientemente vasto para someter los datos al análisis, podría condensarse en una simple fórmula de movimiento de los grandes cuerpos del universo y del átomo más ligero; para tal intelecto nada podría ser incierto y el futuro, así como el pasado, estaría frente a sus ojos.
Laplace

La mecánica clásica y la teoría de la relatividad son teorías que postulan leyes de evolución temporal, es decir, "ecuaciones de movimiento" de tipo deterministas. Ha habido autores como Karl Popper o Ilya Prigogine que han intentado rebatir este determinismo en la física clásica con base en argumentos tales como la existencia de sistemas con bifurcaciones, la flecha del tiempo, el caos, etcétera. Sin embargo, según M. López Corredoira, todo lo que están haciendo estos autores es básicamente confundir de manera inapropiada el determinismo con la predictibilidad. El determinismo es inseparable de la mecánica clásica y la teoría de la relatividad, no así la predictibilidad pues, a pesar del hecho determinista en el modo en que las mecánicas clásica y relativista tratan la evolución temporal de los sistemas físicos, en la práctica existen muchas dificultades para lograr un conocimiento completo del estado físico de un sistema clásico o relativista.[cita requerida]
Si en la mecánica clásica se podía imaginar el universo como un sistema consecuente, causal, único y, por lo tanto, predecible, con la introducción de la mecánica cuántica ya no es ontológicamente posible darlo por sentado, sino que es necesario tener en cuenta que algunos fenómenos fundamentales de la realidad solo se pueden describir en términos probabilísticos. Dado que todo el universo está compuesto por partículas cuánticas y que, por lo tanto, todos los eventos y fenómenos están condicionados por ellas, el principio de indeterminación se proyecta sobre todo el campo del conocimiento humano, con fuertes consecuencias en el plano filosófico y teórico.
Sin embargo, la cuestión del determinismo en la física moderna sigue siendo debatida: por un lado, la teoría de la relatividad de Albert Einstein, que representa un avance respecto a la mecánica newtoniana, se basa en un marco determinista; por otro lado, el propio Einstein se opuso a la visión indeterminista de la mecánica cuántica, como lo demuestran los célebres debates con Niels Bohr que continuaron hasta su muerte.
La mayor parte de la comunidad científica considera la mecánica cuántica como un evento azaroso y no determinista, al basarse en probabilidades y al parecer no estar regida por principios comunes a la mecánica tradicional. Desde el principio de incertidumbre de Heisenberg, pasando por el teorema de Bell, hasta las evidencias mostradas por miles de experimentos realizados en las últimas décadas, se demuestra que en la mecánica subatómica rigen leyes indeterministas, al contrario de lo que pensaba Albert Einstein, que sostenía la idea de no predictibilidad basándose en la existencia de variables ocultas desconocidas que determinan esa aparente realidad aleatoria. La cuestión abierta en la ciencia actualmente no es si las escalas cuánticas se comportan o no de manera determinista, sino por qué la realidad macroscópica es determinista y la realidad cuántica es indeterminista.[cita requerida]
La solución a este problema podrá llegar de la mano de la ansiada y esquiva teoría del todo, que explicaría las aparentes contradicciones entre las observaciones de la realidad macroscópica de la teoría de la relatividad y las observaciones de la teoría cuántica, ambas indudablemente demostradas empíricamente por el método científico. En el ámbito subatómico, una aproximación válida a este salto indeterminista-determinista sin necesidad de tener la teoría del todo podría venir de la explicación de cómo la observación y, más concretamente, la conciencia provoca el colapso de la función de onda definiendo esa indeterminación.[cita requerida]
El determinismo fuerte en las ciencias naturales en general es sinónimo de determinismo cosmológico, que afirma que el Universo se rige por leyes físicas inquebrantables (la especie humana incluida); por tanto, todo lo que acontece sucede así porque nunca podría haber sucedido de otra manera.[cita requerida]
Además, la teoría del caos destaca que, incluso en un marco determinista, la posibilidad de predecir exactamente la evolución de un sistema suele estar limitada. El determinismo presupone una visión estructuralista del universo, que sin embargo choca con los límites humanos en cuanto al conocimiento y la comprensión de la realidad. Aunque el universo siga un orden riguroso y determinista, la capacidad humana de predecir cada evento y comprender todas las causas subyacentes seguiría estando limitada por nuestra perspectiva parcial y por la complejidad intrínseca de los fenómenos naturales.

## El determinismo religioso
La postura del determinismo teológico o determinismo religioso se resume así: «Si Dios lo sabe todo, será porque Él mismo ha determinado todas las cosas según su criterio, por lo que Dios es la causa de las acciones humanas».[cita requerida]
El calvinismo, en sus ramas más extremas, mantiene que el ser humano carece de libre albedrío y está predestinado;[cita requerida] mientras que otras corrientes del protestantismo se oponen en general al determinismo y señalan que, si Dios es omnipotente, también puede hacer libre al ser humano aunque sepa lo que va a hacer con esa libertad; es decir, Dios y el ser humano son autores, conjuntamente, de este último.[cita requerida]

## El determinismo ambiental
También llamado determinismo climático, hace referencia a las circunstancias condicionantes que “determinan” límites sobre el medio estrictamente humano, es decir, las actitudes y actividades de la sociedad están determinadas por un límite ambiental.[cita requerida]
La historia del determinismo ambiental se remonta al siglo V a. C., época desde la cual se conoce un tratado médico que se atribuye a Hipócrates, titulado: Aires, aguas y otros lugares. El determinismo reviste la idea de la causalidad, según lo cual nada se ordena ni organiza por azar; sino más bien todo es una consecuencia de todo y por esto es previsible: al conocer un efecto, es posible determinar su causa o al determinar una reacción es posible identificar la acción detonante. Desde el determinismo, el ambiente modela y moldea no solo al individuo, sino también a la sociedad en su conjunto, sus relaciones, sus interrelaciones, sus estructuras y las demás actividades.[cita requerida]
En el marco del concepto del determinismo ambiental, hay una especie de orden inmanente en la Naturaleza, determinado por las leyes físicas, biológicas, químicas y otras, y todo obedece a estas leyes y todas las actividades son determinadas por estos parámetros. En contraposición a esta teoría, emerge el indeterminismo como alternativa. Fue su principal representante Karl Popper, quien niega rotundamente ese orden natural perfecto, argumentando que la previsión causal del Universo es un ejercicio en extremo complejo e imposible, por lo que propone una teoría probabilística en la que el azar o un azar ordenado es el responsable de la conformación universal.[cita requerida]

## El determinismo criminológico
El padre de esta teoría es Cesare Lombroso, el cual dice que nuestros antecedentes nos determinan, es decir, los hombres son impulsados por características innatas hacia el delito. 
El determinismo es la teoría de que todas las acciones humanas no son resultado de la voluntad, sino que son causadas enteramente por eventos precedentes. Por lo tanto, hay personas que exhiben conductas reprobables que no se pueden cambiar incluso si la sociedad intenta corregir dicha conducta. 

## En la cultura popular
- La película Regreso al futuro muestra cómo cambia el presente del protagonista cuando viaja al pasado.
- En el cuento "El ruido de un trueno", de Ray Bradbury, el protagonista decide viajar al pasado, y encuentra al regresar circunstancias muy distintas a las que dejó.[3]